# Hurtova Lhota
Hurtova Lhota är en ort i Tjeckien.   Den ligger i regionen Vysočina, i den centrala delen av landet, 100 km sydost om huvudstaden Prag. Hurtova Lhota ligger 456 meter över havet och antalet invånare är 222.
Terrängen runt Hurtova Lhota är platt. Runt Hurtova Lhota är det ganska tätbefolkat, med 207 invånare per kvadratkilometer. Närmaste större samhälle är Havlíčkův Brod, 5,3 km öster om Hurtova Lhota. Trakten runt Hurtova Lhota består till största delen av jordbruksmark.